# Сюрсовайське сільське поселення
Сюрсова́йське сільське поселення — муніципальне утворення у складі Шарканського району Удмуртії, Росія. Адміністративний центр — село Сюрсовай.
Населення — 382 особи (2015; 409 в 2012, 415 в 2010).

## Склад
До складу поселення входять такі населені пункти:
| Населений пункт   | Населення, осіб (2010) | Населення, осіб (2012) |
| ----------------- | ---------------------- | ---------------------- |
| Бередь, присілок  | 77                     | 83                     |
| Сільшур, присілок | 20                     | 21                     |
| Сюрсовай, село    | 318                    | 305                    |

Колишні населені пункти: Альці-Сюрсовай, Богданово, Бутоліно, Гурзовай, Зарічний Четкер, Ізбушка, Ісько, Луовир, Мареніно, Руський Сюрсовай, Сеніно-Поляна.